# Llistes electorals en les eleccions generals neozelandeses de 2011
Aquest article és una llista de les llistes electorals en les eleccions generals neozelandeses de 2011. Les llistes electorals determinen el nomenament de diputats de llista en el sistema electoral de representació proporcional mixta. La Comissió Electoral va permetre als partits polítics neozelandesos presentar les seves llistes electorals fins a l'1 de novembre de 2011, amb les eleccions tenint lloc el 26 de novembre.

## Partits electes
Els partits estan ordenats segons descendentment en ordre de vots rebuts.
Llegenda:

### Partit Nacional
El Partit Nacional va presentar una llista de 75 candidats a inicis de setembre. La llista fou revisada quan Allan Peachey, 48è en la llista, va retirar-se degut a la seva pobre salut. Simon O'Connor, qui reemplaçà a Peachey com a candidat per a la circumscripció de Tāmaki aleshores fou afegit a la llista, tot i que en una posició més baixa que la de Peachey.
| Posició | Nom                 | Prèviament electe per | Candidat a            | Posició prèvia | Canvi | Resultats                                                  |
| ------- | ------------------- | --------------------- | --------------------- | -------------- | ----- | ---------------------------------------------------------- |
| 1       | John Key            | Circumscripció        | Helensville           | 1              | 0     | Victoriós a Helensville                                    |
| 2       | Bill English        | Circumscripció        | Clutha-Southland      | 2              | 0     | Victoriós a Clutha-Southland                               |
| 3       | Lockwood Smith      | Circumscripció        |                       | 12             | +9    | Electe per llista, però dimitiria el 2013                  |
| 4       | Gerry Brownlee      | Circumscripció        | Ilam                  | 3              | -1    | Victoriós a Ilam                                           |
| 5       | Tony Ryall          | Circumscripció        | Bay of Plenty         | 6              | +1    | Victoriós a Bay of Plenty                                  |
| 6       | Nick Smith          | Circumscripció        | Nelson                | 5              | -1    | Victoriós a Nelson                                         |
| 7       | Judith Collins      | Circumscripció        | Papakura              | 7              | 0     | Victoriosa a Papakura                                      |
| 8       | Anne Tolley         | Circumscripció        | East Coast            | 10             | +2    | Victoriosa a East Coast                                    |
| 9       | Chris Finlayson     | Llista                | Rongotai              | 14             | +5    | Electe per llista                                          |
| 10      | David Carter        | Llista                | Port Hills            | 9              | -1    | Electe per llista                                          |
| 11      | Murray McCully      | Circumscripció        | East Coast Bays       | 11             | 0     | Victoriós a East Coast Bays                                |
| 12      | Tim Groser          | Llista                | New Lynn              | 15             | +3    | Electe per llista                                          |
| 13      | Steven Joyce        | Llista                |                       | 16             | +3    | Electe per llista                                          |
| 14      | Paula Bennett       | Circumscripció        | Waitakere             | 41             | +27   | Victoriosa a Waitakere                                     |
| 15      | Phil Heatley        | Circumscripció        | Whangarei             | 22             | +7    | Victoriós a Whangarei                                      |
| 16      | Jonathan Coleman    | Circumscripció        | Northcote             | 29             | +13   | Victoriós a Northcote                                      |
| 17      | Kate Wilkinson      | Llista                | Waimakariri           | 30             | +13   | Victoriosa a Waimakariri                                   |
| 18      | Hekia Parata        | Llista                | Mana                  | 36             | +18   | Electa per llista                                          |
| 19      | Maurice Williamson  | Circumscripció        | Pakuranga             | 8              | -11   | Victoriós a Pakuranga                                      |
| 20      | Nathan Guy          | Circumscripció        | Ōtaki                 | 18             | -2    | Victoriós a Ōtaki                                          |
| 21      | Craig Foss          | Circumscripció        | Tukituki              | 33             | +12   | Victoriós a Tukituki                                       |
| 22      | Chris Tremain       | Circumscripció        | Napier                | 31             | +9    | Victoriós a Napier                                         |
| 23      | Jo Goodhew          | Circumscripció        | Rangitata             | 39             | +16   | Victoriosa a Rangitata                                     |
| 24      | Lindsay Tisch       | Circumscripció        | Waikato               | 19             | -5    | Victoriós a Waikato                                        |
| 25      | Eric Roy            | Circumscripció        | Invercargill          | 28             | +3    | Victoriós a Invercargill                                   |
| 26      | Paul Hutchison      | Circumscripció        | Hunua                 | 23             | -3    | Victoriós a Hunua                                          |
| 27      | Shane Ardern        | Circumscripció        | Taranaki-King Country | 23             | -3    | Victoriós a Taranaki-King Country                          |
| 28      | Amy Adams           | Circumscripció        | Selwyn                | 52             | +24   | Victoriosa a Selwyn                                        |
| 29      | Sam Lotu-Iiga       | Circumscripció        | Maungakiekie          | 35             | +6    | Victoriós a Maungakiekie                                   |
| 30      | Simon Bridges       | Circumscripció        | Tauranga              | 51             | +21   | Victoriós a Tauranga                                       |
| 31      | Michael Woodhouse   | Llista                | Dunedin North         | 49             | +18   | Electe per llista                                          |
| 32      | Chester Borrows     | Circumscripció        | Whanganui             | 32             | 0     | Victoriós a Whanganui                                      |
| 33      | Nikki Kaye          | Circumscripció        | Auckland Central      | 57             | +24   | Victoriosa a Auckland Central                              |
| 34      | Melissa Lee         | Llista                | Mount Albert          | 37             | +3    | Electa per llista                                          |
| 35      | Kanwal Singh Bakshi | Llista                | Manukau East          | 38             | +3    | Electe per llista                                          |
| 36      | Jian Yang           |                       |                       | —              | —     | Electe per llista                                          |
| 37      | Alfred Ngaro        |                       |                       | —              | —     | Electe per llista                                          |
| 38      | Katrina Shanks      | Llista                | Ōhariu                | 46             | +8    | Electa per llista, però dimitiria el 2013                  |
| 39      | Paul Goldsmith      |                       | Epsom                 | —              | —     | Electe per llista                                          |
| 40      | Tau Henare          | Llista                | Te Atatū              | 26             | -14   | Electe per llista                                          |
| 41      | Jacqui Dean         | Circumscripció        | Waitaki               | 40             | -1    | Victoriosa a Waitaki                                       |
| 42      | Nicky Wagner        | Llista                | Christchurch Central  | 43             | +1    | Victoriosa a Christchurch Central                          |
| 43      | Chris Auchinvole    | Circumscripció        | West Coast-Tasman     | 42             | -1    | Electe per llista                                          |
| 44      | Louise Upston       | Circumscripció        | Taupō                 | 53             | +9    | Victoriosa a Taupō                                         |
| 45      | Jonathan Young      | Circumscripció        | New Plymouth          | 66             | +21   | Victoriós a New Plymouth                                   |
| 46      | Jackie Blue         | Llista                | Mount Roskill         | 45             | -1    | Electa per llista, però dimitiria el 2013                  |
| 47      | Todd McClay         | Circumscripció        | Rotorua               | 54             | +7    | Victoriós a Rotorua                                        |
| 48      | David Bennett       | Circumscripció        | Hamilton East         | 44             | -4    | Victoriós a Hamilton East                                  |
| 49      | Tim Macindoe        | Circumscripció        | Hamilton West         | 55             | +6    | Victoriós a Hamilton West                                  |
| 50      | Cam Calder          | Llista                | Manurewa              | 58             | +8    | Electe per llista                                          |
| 51      | John Hayes          | Circumscripció        | Wairarapa             | 50             | -1    | Victoriós a Wairarapa                                      |
| 52      | Colin King          | Circumscripció        | Kaikōura              | 47             | -5    | Victoriós a Kaikōura                                       |
| 53      | Aaron Gilmore       | Llista                | Christchurch East     | 56             | +3    | Reemplaçà a Lockwood Smith el 2013, però després dimitiria |
| 54      | Jami-Lee Ross       | Circumscripció        | Botany                | —              | —     | Victoriós a Botany                                         |
| 55      | Paul Quinn          | Llista                | Hutt South            | 48             | -7    | Perd el seu escó                                           |
| 56      | Paul Foster-Bell    |                       | Wellington Central    | —              | —     | Reemplaçà a Jackie Blue el 2013                            |
| 57      | Maggie Barry        |                       | North Shore           | —              | —     | Victoriosa a North Shore                                   |
| 58      | Ian McKelvie        |                       | Rangitīkei            | —              | —     | Victoriós a Rangitīkei                                     |
| 59      | Mark Mitchell       |                       | Rodney                | —              | —     | Victoriós a Rodney                                         |
| 60      | Mike Sabin          |                       | Northland             | —              | —     | Victoriós a Northland                                      |
| 61      | Scott Simpson       |                       | Coromandel            | —              | —     | Victoriós a Coromandel                                     |
| 62      | Simon O'Connor      |                       | Tāmaki                | 72             | +10   | Victoriós a Tāmaki                                         |
| 63      | Claudette Hauiti    |                       | Māngere               | —              | —     | Reemplaçà a Aaron Gilmore el 2013                          |
| 64      | Joanne Hayes        |                       | Dunedin South         | —              | —     | Reemplaçà a Katrina Shanks el 2013                         |
| 65      | Leonie Hapeta       |                       | Palmerston North      | —              | —     | G 65                                                       |
| 66      | Sam Collins         |                       | Wigram                | —              | —     | G 66                                                       |
| 67      | Jonathan Fletcher   |                       | Rimutaka              | —              | —     | G 67                                                       |
| 68      | Heather Tanner      |                       |                       | —              | —     | G 68                                                       |
| 69      | Denise Krum         |                       |                       | —              | —     | G 69                                                       |
| 70      | Carolyn O'Fallon    |                       |                       | —              | —     | G 70                                                       |
| 71      | Viv Gurrey          |                       |                       | 71             | 0     | G 71                                                       |
| 72      | Karen Rolleston     |                       |                       | —              | —     | G 72                                                       |
| 73      | Brett Hudson        |                       |                       | —              | —     | G 73                                                       |
| 74      | Linda Cooper        |                       |                       | —              | —     | G 74                                                       |
| 75      | Karl Valley         |                       |                       | —              | —     | G 75                                                       |

### Partit Laborista
El Partit Laborista presentà una llista electoral amb 70 candidats l'abril.
| Posició | Nom                  | Prèviament electe per | Candidat a            | Posició prèvia | Canvi | Resultats                                 |
| ------- | -------------------- | --------------------- | --------------------- | -------------- | ----- | ----------------------------------------- |
| 1       | Phil Goff            | Circumscripció        | Mount Roskill         | 3              | +2    | Victoriós a Mount Roskill                 |
| 2       | Annette King         | Circumscripció        | Rongotai              | 4              | +2    | Victoriosa a Rongotai                     |
| 3       | David Cunliffe       | Circumscripció        | New Lynn              | 8              | +5    | Victoriós a New Lynn                      |
| 4       | David Parker         | Llista                | Epsom                 | 17             | +13   | Electe per llista                         |
| 5       | Ruth Dyson           | Circumscripció        | Port Hills            | 13             | +8    | Victoriosa a Port Hills                   |
| 6       | Parekura Horomia     | Circumscripció        | Ikaroa-Rāwhiti        | 5              | -1    | Victoriós a Ikaroa-Rāwhiti                |
| 7       | Maryan Street        | Llista                | Nelson                | 9              | +2    | Electa per llista                         |
| 8       | Clayton Cosgrove     | Circumscripció        | Waimakariri           | 18             | +10   | Electe per llista                         |
| 9       | Trevor Mallard       | Circumscripció        | Hutt South            | 14             | +5    | Victoriós a Hutt South                    |
| 10      | Sue Moroney          | Llista                | Hamilton West         | 22             | +12   | Electa per llista                         |
| 11      | Charles Chauvel      | Llista                | Ōhariu                | 27             | +16   | Electe per llista, però dimitiria el 2013 |
| 12      | Nanaia Mahuta        | Circumscripció        | Hauraki-Waikato       | 10             | -2    | Victoriosa a Hauraki-Waikato              |
| 13      | Jacinda Ardern       | Llista                | Auckland Central      | 20             | +7    | Electa per llista                         |
| 14      | Grant Robertson      | Circumscripció        | Wellington Central    | 64             | +50   | Victoriós a Wellington Central            |
| 15      | Andrew Little        |                       | New Plymouth          | —              | —     | Electe per llista                         |
| 16      | Shane Jones          | Llista                | Tāmaki Makaurau       | 16             | 0     | Electe per llista, però dimitiria el 2014 |
| 17      | Su'a William Sio     | Circumscripció        | Māngere               | 24             | +7    | Victoriós a Māngere                       |
| 18      | Darien Fenton        | Llista                |                       | 33             | +15   | Electa per llista                         |
| 19      | Moana Mackey         | Llista                | East Coast            | 25             | +6    | Electa per llista                         |
| 20      | Rajen Prasad         | Llista                |                       | 12             | -8    | Electe per llista                         |
| 21      | Raymond Huo          | Llista                |                       | 21             | 0     | Electe per llista                         |
| 22      | Carol Beaumont       | Llista                | Maungakiekie          | 28             | +6    | Reemplaçà a Charles Chauvel el 2013       |
| 23      | Kelvin Davis         | Llista                | Te Tai Tokerau        | 29             | +6    | Reemplaçà a Shane Jones el 2014           |
| 24      | Carmel Sepuloni      | Llista                | Waitakere             | 35             | +11   | Perd el seu escó                          |
| 25      | Rick Barker          | Llista                | Taranaki-King Country | 34             | +9    | Perd el seu escó                          |
| 26      | Deborah Mahuta-Coyle |                       | Tauranga              | —              | —     | F 26                                      |
| 27      | Stuart Nash          | Llista                | Napier                | 36             | +9    | Perd el seu escó                          |
| 28      | Clare Curran         | Circumscripció        | Dunedin South         | 45             | +17   | Victoriosa a Dunedin South                |
| 29      | Brendon Burns        | Circumscripció        | Christchurch Central  | 49             | +20   | Perd el seu escó                          |
| 30      | Chris Hipkins        | Circumscripció        | Rimutaka              | 47             | +17   | Victoriós a Rimutaka                      |
| 31      | David Shearer        | Circumscripció        | Mount Albert          | —              | —     | Victoriós a Mount Albert                  |
| 32      | Michael Wood         |                       |                       | 56             | +24   | F 32                                      |
| 33      | Phil Twyford         | Llista                | Te Atatū              | 26             | -7    | Victoriós a Te Atatū                      |
| 34      | Steve Chadwick       | Llista                | Rotorua               | 30             | -4    | Perd el seu escó                          |
| 35      | Kate Sutton          |                       | Waikato               | 63             | +28   | F 35                                      |
| 36      | Jerome Mika          |                       | Papakura              | —              | —     | F 36                                      |
| 37      | Iain Lees-Galloway   | Circumscripció        | Palmerston North      | 48             | +11   | Victoriós a Palmerston North              |
| 38      | Josie Pagani         |                       | Rangitīkei            | —              | —     | F 38                                      |
| 39      | Lynette Stewart      |                       | Northland             | —              | —     | F 39                                      |
| 40      | Jordan Carter        |                       |                       | 70             | +30   | F 40                                      |
| 41      | Kris Faafoi          | Circumscripció        | Mana                  | —              | —     | Victoriós a Mana                          |
| 42      | Christine Rose       |                       | Rodney                | —              | —     | F 42                                      |
| 43      | Glenda Alexander     |                       |                       | —              | —     | F 43                                      |
| 44      | Susan Zhu            |                       |                       | 62             | +18   | F 44                                      |
| 45      | Rino Tirikatene      |                       | Te Tai Tonga          | —              | —     | Victoriós a Te Tai Tonga                  |
| 46      | Sehai Orgad          |                       | Hamilton East         | —              | —     | F 46                                      |
| 47      | Megan Woods          |                       | Wigram                | —              | —     | Victoriosa a Wigram                       |
| 48      | Mea'ole Keil         |                       |                       | —              | —     | F 48                                      |
| 49      | David Clark          |                       | Dunedin North         | —              | —     | Victoriós a Dunedin North                 |
| 50      | Richard Hills        |                       | Hunua                 | —              | —     | F 50                                      |
| 51      | Anahila Suisuiki     |                       |                       | —              | —     | F 51                                      |
| 52      | Hamish McDouall      |                       | Whanganui             | 60             | +8    | F 52                                      |
| 53      | Louis Te Kani        |                       | Waiariki              | —              | —     | F 53                                      |
| 54      | Tat Loo              |                       | Clutha-Southland      | —              | —     | F 54                                      |
| 55      | Soraya Peke-Mason    |                       | Te Tai Hauāuru        | —              | —     | F 55                                      |
| 56      | Julian Blanchard     |                       | Rangitata             | 59             | +3    | F 56                                      |
| 57      | Peter Foster         |                       | Ōtaki                 | —              | —     | F 57                                      |
| 58      | Pat Newman           |                       | Whangarei             | —              | —     | F 58                                      |
| 59      | Julia Haydon-Carr    |                       | Tukituki              | —              | —     | F 59                                      |
| 60      | Michael Bott         |                       | Wairarapa             | —              | —     | F 60                                      |
| 61      | Vivienne Goldsmith   |                       | East Coast Bays       | 67             | +6    | F 61                                      |
| 62      | Nick Bakulich        |                       | Tāmaki                | —              | —     | F 62                                      |
| 63      | Chris Yoo            |                       |                       | 53             | -10   | F 63                                      |
| 64      | Barry Monks          |                       | Waitaki               | —              | —     | F 64                                      |
| 65      | Hugh Kininmonth      |                       | Coromandel            | 75             | +10   | F 65                                      |
| 66      | Jo Kim               |                       |                       | —              | —     | F 66                                      |
| 67      | Paula Gillon         |                       | Northcote             | —              | —     | F 67                                      |
| 68      | Carol Devoy-Heena    |                       | Bay of Plenty         | 76             | +8    | F 68                                      |
| 69      | Ben Clark            |                       | North Shore           | —              | —     | F 69                                      |
| 70      | Chao-Fu Wu           |                       | Botany                | —              | —     | F 70                                      |
| —       | Lianne Dalziel       | Circumscripció        | Christchurch East     | 15             | —     | Victoriosa a Christchurch East            |
| —       | Damien O'Connor      | Llista                | West Coast-Tasman     | 37             | —     | Victoriós a West Coast-Tasman             |
| —       | Ross Robertson       | Circumscripció        | Manukau East          | —              | —     | Victoriós a Manukau East                  |
| —       | Louisa Wall          | Llista                | Manurewa              | 43             | —     | Victoriosa a Manurewa                     |

### Partit Verd
El Partit Verd, després de presentar una llista preliminar l'abril, presentà una llista de 30 candidats el maig. La resta dels seus candidats es trobaven en llista alfabètica, amb una llista final de 61 candidats.
| Posició | Nom                 | Prèviament electe per | Candidat a            | Posició prèvia | Canvi | Resultats         |
| ------- | ------------------- | --------------------- | --------------------- | -------------- | ----- | ----------------- |
| 1       | Metiria Turei       | Llista                | Dunedin North         | 4              | +3    | Electa per llista |
| 2       | Russel Norman       | Llista                | Rongotai              | 2              | 0     | Electe per llista |
| 3       | Kevin Hague         | Llista                | West Coast-Tasman     | 7              | +4    | Electe per llista |
| 4       | Catherine Delahunty | Llista                | Coromandel            | 8              | +4    | Electa per llista |
| 5       | Kennedy Graham      | Llista                | Ilam                  | 9              | +4    | Electe per llista |
| 6       | Eugenie Sage        |                       | Selwyn                | —              | —     | Electa per llista |
| 7       | Gareth Hughes       | Llista                | Ōhariu                | 11             | +4    | Electe per llista |
| 8       | David Clendon       | Llista                | Mount Albert          | 10             | +2    | Electe per llista |
| 9       | Jan Logie           |                       | Mana                  | —              | —     | Electa per llista |
| 10      | Steffan Browning    |                       | Kaikōura              | 12             | +2    | Electe per llista |
| 11      | Denise Roche        |                       | Auckland Central      | 42             | +31   | Electa per llista |
| 12      | Holly Walker        |                       | Hutt South            | —              | —     | Electa per llista |
| 13      | Julie Anne Genter   |                       | Mount Roskill         | —              | —     | Electa per llista |
| 14      | Mojo Mathers        |                       | Christchurch East     | 13             | -1    | Electa per llista |
| 15      | James Shaw          |                       | Wellington Central    | 41             | +26   | F 15              |
| 16      | David Hay           |                       | Epsom                 | 21             | +5    | F 16              |
| 17      | Richard Leckinger   |                       | Tāmaki                | 17             | 0     | F 17              |
| 18      | Aaryn Barlow        |                       | Nelson                | —              | —     | F 18              |
| 19      | Jeanette Elley      |                       | Helensville           | 18             | -1    | F 19              |
| 20      | Sea Rotmann         |                       | Wairarapa             | —              | —     | F 20              |
| 21      | Michael Gilchrist   |                       | Ōtaki                 | 60             | +39   | F 21              |
| 22      | Dora Langsbury      |                       | Te Tai Tonga          | 51             | +29   | F 22              |
| 23      | David Kennedy       |                       | Invercargill          | —              | —     | F 23              |
| 24      | Tane Woodley        |                       | Rimutaka              | —              | —     | F 24              |
| 25      | Joseph Burston      |                       | Port Hills            | 66             | +41   | F 25              |
| 26      | Mikaere Curtis      |                       | Tāmaki Makaurau       | 16             | -10   | F 26              |
| 27      | Shane Gallagher     |                       | Dunedin South         | 62             | +35   | F 27              |
| 28      | Saffron Toms        |                       | New Lynn              | —              | —     | F 28              |
| 29      | Stephen Tollestrup  |                       | Waitakere             | —              | —     | F 29              |
| 30      | Zachary Dorner      |                       |                       | 63             | +33   | F 30              |
| 31      | Paul Bailey         |                       | Napier                | —              | —     | F 31              |
| 32      | Rick Bazeley        |                       | Whangarei             | —              | —     | F 32              |
| 33      | Maree Brannigan     |                       | Rangitīkei            | —              | —     | F 33              |
| 34      | Caroline Conroy     |                       | Papakura              | —              | —     | F 34              |
| 35      | Sue Coutts          |                       | Waitaki               | —              | —     | F 35              |
| 36      | Pauline Evans       |                       | Northland             | —              | —     | F 36              |
| 37      | Rachael Goldsmith   |                       | Clutha-Southland      | —              | —     | F 37              |
| 38      | Cameron Harper      |                       | Waikato               | —              | —     | F 38              |
| 39      | John Kelcher        |                       | Waimakariri           | —              | —     | F 39              |
| 40      | Alex Kruize         |                       |                       | —              | —     | F 40              |
| 41      | Tom Land            |                       | Maungakiekie          | —              | —     | F 41              |
| 42      | Gerrie Ligtenberg   |                       | Rangitata             | —              | —     | F 42              |
| 43      | Jim MacDonald       |                       | Tukituki              | —              | —     | F 43              |
| 44      | Nick Marryatt       |                       | Hamilton East         | —              | —     | F 44              |
| 45      | Zane McCarthy       |                       | Taupō                 | —              | —     | F 45              |
| 46      | Jack McDonald       |                       | Te Tai Hauāuru        | —              | —     | F 46              |
| 47      | Ian McLean          |                       | Tauranga              | —              | —     | F 47              |
| 48      | John Milnes         |                       | Whanganui             | 48             | 0     | F 48              |
| 49      | Darryl Monteith     |                       | East Coast            | —              | —     | F 49              |
| 50      | Robert Moore        |                       | Taranaki-King Country | —              | —     | F 50              |
| 51      | Teresa Moore        |                       | Rodney                | —              | —     | F 51              |
| 52      | David Moorhouse     |                       | Christchurch Central  | —              | —     | F 52              |
| 53      | Todd Ross           |                       | Māngere               | —              | —     | F 53              |
| 54      | Brett Stansfield    |                       | East Coast Bays       | 40             | -14   | F 54              |
| 55      | Geoff Steedman      |                       | New Plymouth          | —              | —     | F 55              |
| 56      | Gary Stewart        |                       | Te Atatū              | 38             | -18   | F 56              |
| 57      | Vernon Tava         |                       | Northcote             | —              | —     | F 57              |
| 58      | Corrina Tucker      |                       | Palmerston North      | —              | —     | F 58              |
| 59      | Pieter Watson       |                       | North Shore           | 32             | -27   | F 59              |
| 60      | Charmaine Watts     |                       | Hunua                 | —              | —     | F 60              |
| 61      | Richard Wesley      |                       | Wigram                | —              | —     | F 61              |

### Nova Zelanda Primer
Nova Zelanda Primer va presentar una llista electoral de 33 candidats l'1 de novembre.
| Posició | Nom               | Prèviament electe per | Candidat a         | Posició prèvia | Canvi | Resultats         |
| ------- | ----------------- | --------------------- | ------------------ | -------------- | ----- | ----------------- |
| 1       | Winston Peters    | (exdiputat)           |                    | 1              | 0     | Electe per llista |
| 2       | Tracey Martin     |                       | Rodney             | 13             | +11   | Electa per llista |
| 3       | Andrew Williams   |                       | North Shore        | —              | —     | Electe per llista |
| 4       | Richard Prosser   |                       | Waimakariri        | —              | —     | Electe per llista |
| 5       | Barbara Stewart   | (exdiputada)          | Waikato            | 5              | 0     | Electa per llista |
| 6       | Brendan Horan     |                       | Tauranga           | 10             | +4    | Electe per llista |
| 7       | Denis O'Rourke    |                       | Port Hills         | —              | —     | Electe per llista |
| 8       | Asenati Taylor    |                       | Manukau East       | 7              | -1    | Electa per llista |
| 9       | Helen Mulford     |                       | Pakuranga          | 16             | +7    | F 09              |
| 10      | Hugh Barr         |                       | Ōhariu             | —              | —     | F 10              |
| 11      | Fletcher Tabuteau |                       | Rotorua            | —              | —     | F 11              |
| 12      | Pita Paraone      | (exdiputat)           | Whangarei          | 6              | -6    | F 12              |
| 13      | Brent Catchpole   | (exdiputat)           | Papakura           | 15             | +2    | F 13              |
| 14      | Ben Craven        |                       | Wellington Central | —              | —     | F 14              |
| 15      | Jerry Ho          |                       | Maungakiekie       | —              | —     | F 15              |
| 16      | Bill Gudgeon      | (exdiputat)           | Hamilton West      | —              | —     | F 16              |
| 17      | Kevin Gardener    |                       | Nelson             | —              | —     | F 17              |
| 18      | Ray Dolman        |                       | Bay of Plenty      | —              | —     | F 18              |
| 19      | David Scott       |                       | Ōtaki              | 12             | -7    | F 19              |
| 20      | Randall Ratana    |                       | Dunedin South      | —              | —     | F 20              |
| 21      | Mahesh Bindra     |                       | Mount Roskill      | —              | —     | F 21              |
| 22      | Edwin Perry       | (exdiputat)           | Taupō              | 8              | -14   | F 22              |
| 23      | Dion Jelley       |                       | Northcote          | —              | —     | F 23              |
| 24      | John Hall         |                       | Manurewa           | 20             | -4    | F 24              |
| 25      | Kevin Stone       |                       | Coromandel         | —              | —     | F 25              |
| 26      | Doug Nabbs        |                       | Hunua              | 19             | -7    | F 26              |
| 27      | Brett Pierson     |                       | Rongotai           | —              | —     | F 27              |
| 28      | Olivia Ilalio     |                       | Māngere            | —              | —     | F 28              |
| 29      | Gordon Stewart    |                       | Hamilton East      | —              | —     | F 29              |
| 30      | Tamati Reid       |                       | East Coast         | —              | —     | F 30              |
| 31      | Ian Brougham      |                       | Whanganui          | —              | —     | F 31              |
| 32      | Bill Woods        |                       | Selwyn             | —              | —     | F 32              |
| 33      | Allen Davies      |                       | Auckland Central   | —              | —     | F 33              |

### Partit Maori
El Partit Maori va presentar una llista de 17 candidats el 29 d'octubre.
| Posició | Nom                      | Prèviament electe per | Candidat a      | Posició prèvia | Canvi | Resultats                   |
| ------- | ------------------------ | --------------------- | --------------- | -------------- | ----- | --------------------------- |
| 1       | Waihoroi Shortland       |                       | Te Tai Tokerau  | —              | —     | F 01                        |
| 2       | Kaapua Smith             |                       |                 | —              | —     | F 02                        |
| 3       | Wheturangi Walsh-Tapiata |                       |                 | —              | —     | F 03                        |
| 4       | Tina Porou               |                       |                 | —              | —     | F 04                        |
| 5       | Awanui Black             |                       | Tauranga        | 18             | +13   | F 05                        |
| 6       | Davina Murray            |                       |                 | —              | —     | F 06                        |
| 7       | Tariana Turia            | Circumscripció        | Te Tai Hauāuru  | 1              | -6    | Victoriosa a Te Tai Hauāuru |
| 8       | Pita Sharples            | Circumscripció        | Tāmaki Makaurau | 2              | -6    | Victoriós a Tāmaki Makaurau |
| 9       | Te Ururoa Flavell        | Circumscripció        | Waiariki        | 4              | -5    | Victoriós a Waiariki        |
| 10      | Josie Peita              |                       | Northland       | 15             | +5    | F 10                        |
| 11      | Paora Te Hurihanganui    |                       |                 | —              | —     | F 11                        |
| 12      | Fallyn Flavell           |                       |                 | —              | —     | F 12                        |
| 13      | Daryl Christie           |                       |                 | —              | —     | F 13                        |
| 14      | Tom Phillips             |                       | Hunua           | —              | —     | F 14                        |
| 15      | Tim Morrison             |                       |                 | —              | —     | F 15                        |
| 16      | Tamai Nicholson          |                       |                 | —              | —     | F 16                        |
| 17      | Aroha Rickus             |                       | Rongotai        | —              | —     | F 17                        |

### Partit Mana
El Partit Mana presentà una llista de 20 candidats l'1 de novembre.
| Posició | Nom                      | Prèviament electe per | Candidat a      | Posició prèvia | Canvi | Resultats                  |
| ------- | ------------------------ | --------------------- | --------------- | -------------- | ----- | -------------------------- |
| 1       | Hone Harawira            | Circumscripció        | Te Tai Tokerau  | —              | —     | Victoriós a Te Tai Tokerau |
| 2       | Annette Sykes            |                       | Waiariki        | —              | —     | F 02                       |
| 3       | John Minto               |                       | Manukau East    | —              | —     | F 03                       |
| 4       | Sue Bradford             | (exdiputada)          | Waitakere       | —              | —     | F 04                       |
| 5       | Misty Harrison           |                       |                 | —              | —     | F 05                       |
| 6       | James Papali'i           |                       | Māngere         | —              | —     | F 06                       |
| 7       | Tawhai McClutchie        |                       | Ikaroa-Rāwhiti  | —              | —     | F 07                       |
| 8       | Angeline Greensill       |                       | Hauraki-Waikato | —              | —     | F 08                       |
| 9       | Jayson Gardiner          |                       | Tauranga        | —              | —     | F 09                       |
| 10      | Richard Cooper           |                       | Manurewa        | —              | —     | F 10                       |
| 11      | Peter Cleave             |                       | Rangitīkei      | —              | —     | F 11                       |
| 12      | Val Irwin                |                       | East Coast      | —              | —     | F 12                       |
| 13      | Sharon Stevens           |                       |                 | —              | —     | F 13                       |
| 14      | Keriana Reedy            |                       | Taupō           | —              | —     | F 14                       |
| 15      | Pat O'Dea                |                       | Epsom           | —              | —     | F 15                       |
| 16      | Rod Paul                 |                       | Napier          | —              | —     | F 16                       |
| 17      | Grant Rogers             |                       | Rotorua         | —              | —     | F 17                       |
| 18      | Te Nguha Huirama-Patuwai |                       |                 | —              | —     | F 18                       |
| 19      | Barry Tumai              |                       | Maungakiekie    | —              | —     | F 19                       |
| 20      | Ngawai Herewini          |                       | Northland       | —              | —     | F 20                       |

### ACT Nova Zelanda
ACT Nova Zelanda va presentar una seva llista el 28 d'agost. Una llista modificada fou anunciada l'octubre, reflectint la retirada de John Boscawen (inicialment segon) i la confirmació de Catherine Isaac. Una llista final tenia 55 candidats llistats, amb els que prèviament no s'hi trobaven (amb l'excepció de Vince Ashworth) llistats alfabèticament.
| Posició | Nom                 | Prèviament electe per | Candidat a           | Posició prèvia | Canvi | Resultats         |
| ------- | ------------------- | --------------------- | -------------------- | -------------- | ----- | ----------------- |
| 1       | Don Brash           | (exdiputat)           | North Shore          | —              | —     | F 01              |
| 2       | Catherine Isaac     |                       |                      | —              | —     | F 02              |
| 3       | Don Nicolson        |                       | Clutha-Southland     | —              | —     | F 03              |
| 4       | John Banks          | (exdiputat)           | Epsom                | —              | —     | Victoriós a Epsom |
| 5       | David Seymour       |                       | Auckland Central     | 55             | +50   | F 05              |
| 6       | Chris Simmons       |                       | Pakuranga            | 53             | +47   | F 06              |
| 7       | Stephen Whittington |                       | Wellington Central   | —              | —     | F 07              |
| 8       | Kath McCabe         |                       | Maungakiekie         | 42             | +34   | F 08              |
| 9       | Robyn Stent         |                       |                      | —              | —     | F 10              |
| 10      | John Thompson       |                       | Papakura             | 22             | +12   | F 11              |
| 11      | John Ormond         |                       | Napier               | 8              | -3    | F 11              |
| 12      | Lyn Murphy          |                       | Botany               | 14             | +2    | F 12              |
| 13      | Kevin Moratti       |                       |                      | —              | —     | F 13              |
| 14      | Robin Grieve        |                       | Whangarei            | —              | —     | F 14              |
| 15      | Pratima Nand        |                       | Mount Roskill        | —              | —     | F 15              |
| 16      | Dominic Costello    |                       | Māngere              | —              | —     | F 16              |
| 17      | Toni Severin        |                       | Christchurch Central | 54             | +37   | F 17              |
| 18      | Richard Evans       |                       | Kaikōura             | —              | —     | F 18              |
| 19      | Ian Cummings        |                       | Hunua                | —              | —     | F 19              |
| 20      | Gareth Veale        |                       | Ilam                 | —              | —     | F 20              |
| 21      | Toby Hutton         |                       | East Coast Bays      | —              | —     | F 21              |
| 22      | Daniel Stratton     |                       | Palmerston North     | —              | —     | F 22              |
| 23      | Robert Burnside     |                       | Tukituki             | —              | —     | F 23              |
| 24      | Hayden Fitzgerald   |                       | Rangitīkei           | —              | —     | F 24              |
| 25      | Alex Speirs         |                       | Hutt South           | —              | —     | F 25              |
| 26      | Peter McCaffrey     |                       | Ōtaki                | 43             | +17   | F 26              |
| 27      | Shane Atkinson      |                       | Wairarapa            | 29             | +2    | F 27              |
| 28      | Allan Birchfield    |                       | West Coast-Tasman    | —              | —     | F 28              |
| 29      | Robin Boom          |                       | Waikato              | —              | —     | F 29              |
| 30      | Stephen Boyle       |                       | Mount Albert         | —              | —     | F 30              |
| 31      | Barry Brill         | (exdiputat)           | Northland            | —              | —     | F 31              |
| 32      | Ian Carline         |                       | Invercargill         | —              | —     | F 32              |
| 33      | Tom Corbett         |                       | Rangitata            | —              | —     | F 33              |
| 34      | Casey Costello      |                       | Te Atatū             | —              | —     | F 34              |
| 35      | Alwyn Courtnenay    |                       | Rimutaka             | —              | —     | F 35              |
| 36      | Alan Davidson       |                       | Whanganui            | 32             | -4    | F 36              |
| 37      | Kimberly Hannah     |                       | Dunedin South        | —              | —     | F 37              |
| 38      | Beth Houlbrooke     |                       | Rodney               | —              | —     | F 38              |
| 39      | Paul Hufflett       |                       | Nelson               | —              | —     | F 39              |
| 40      | Rosanne Jollands    |                       | Taupō                | —              | —     | F 40              |
| 41      | Nick Kearney        |                       | Helensville          | 13             | -28   | F 41              |
| 42      | Tim Kronfeld        |                       | Northcote            | —              | —     | F 42              |
| 43      | Joel Latimer        |                       | Rongotai             | —              | —     | F 43              |
| 44      | Jonathan Macfarlane |                       | Manukau East         | —              | —     | F 44              |
| 45      | Garry Mallett       |                       | Hamilton East        | 39             | -6    | F 45              |
| 46      | Guy McCallum        |                       | Dunedin North        | —              | —     | F 46              |
| 47      | Colin Nicholls      |                       | Waitaki              | 47             | 0     | F 47              |
| 48      | John Norvill        |                       | East Coast           | —              | —     | F 48              |
| 49      | David Peterson      |                       | Manurewa             | —              | —     | F 49              |
| 50      | James Read          |                       |                      | 50             | 0     | F 50              |
| 51      | Geoff Russell       |                       | Port Hills           | 52             | +1    | F 51              |
| 52      | Andrew Sharrock     |                       |                      | —              | —     | F 52              |
| 53      | Barbara Steinijans  |                       | New Lynn             | —              | —     | F 53              |
| 54      | Michael Warren      |                       | Mana                 | —              | —     | F 54              |
| 55      | Vince Ashworth      |                       |                      | 28             | -27   | F 55              |

### Unit Futur
Unit Futur presentà la seva llista de 17 candidats el 20 d'octubre.
| Posició | Nom             | Prèviament electe per | Candidat a        | Posició prèvia | Canvi | Resultats          |
| ------- | --------------- | --------------------- | ----------------- | -------------- | ----- | ------------------ |
| 1       | Peter Dunne     | Circumscripció        | Ōhariu            | 1              | 0     | Victoriós a Ōhariu |
| 2       | Doug Stevens    |                       | Nelson            | —              | —     | F 02               |
| 3       | Rob Eaddy       |                       | Hutt South        | —              | —     | F 03               |
| 4       | Sultan Eusoff   |                       | Palmerston North  | —              | —     | F 04               |
| 5       | Alan Simmons    |                       | Taupō             | —              | —     | F 05               |
| 6       | Bryan Mockridge |                       | Mount Roskill     | 21             | +15   | F 06               |
| 7       | Vanessa Roberts |                       | Ilam              | 14             | +7    | F 07               |
| 8       | Pete George     |                       | Dunedin North     | —              | —     | F 08               |
| 9       | Ram Prakash     |                       | Botany            | —              | —     | F 09               |
| 10      | Martin Gibson   |                       | East Coast        | —              | —     | F 10               |
| 11      | Clyde Graf      |                       | West Coast-Tasman | —              | —     | F 11               |
| 12      | Damian Light    |                       | North Shore       | 13             | +1    | F 12               |
| 13      | Andrew McMillan |                       | Rangitata         | —              | —     | F 13               |
| 14      | Diane Brown     |                       | Ōtaki             | 25             | +11   | F 14               |
| 15      | Brian Carter    |                       | Bay of Plenty     | —              | —     | F 15               |
| 16      | Johnny Miller   |                       | Christchurch East | —              | —     | F 16               |
| 17      | Ian Gaskin      |                       | Wigram            | —              | —     | F 17               |

## Partits no electes

### Partit Conservador
El Partit Conservador va anunciar la seva llista de 30 candidats l'1 de novembre.
| Posició | Nom              | Prèviament electe per | Candidat a           | Posició prèvia | Canvi | Resultats |
| ------- | ---------------- | --------------------- | -------------------- | -------------- | ----- | --------- |
| 1       | Colin Craig      |                       | Rodney               | —              | —     | F 01      |
| 2       | Kathy Sheldrake  |                       | East Coast           | —              | —     | F 02      |
| 3       | Larry Baldock    | (exdiputat)           | Tauranga             | —              | —     | F 03      |
| 4       | Fa'avae Gagamoe  |                       | Māngere              | —              | —     | F 04      |
| 5       | Brian Dobbs      |                       | Waikato              | —              | —     | F 05      |
| 6       | Roy Brown        |                       | Napier               | —              | —     | F 06      |
| 7       | Simonne Dyer     |                       | East Coast Bays      | —              | —     | F 07      |
| 8       | Simon Kan        |                       | Epsom                | —              | —     | F 08      |
| 9       | Litia Simpson    |                       | Tāmaki               | —              | —     | F 09      |
| 10      | Kevin Campbell   |                       | Hunua                | —              | —     | F 10      |
| 11      | Paul Young       |                       | Botany               | —              | —     | F 11      |
| 12      | Leighton Baker   |                       | Christchurch East    | —              | —     | F 12      |
| 13      | Feleti Key       |                       | Mount Roskill        | —              | —     | F 13      |
| 14      | Claire Holley    |                       | West Coast-Tasman    | —              | —     | F 14      |
| 15      | Frank John Naea  |                       | Manukau East         | —              | —     | F 15      |
| 16      | Frank Poching    |                       | Mount Albert         | —              | —     | F 16      |
| 17      | Jesse Misa       |                       | Waitaki              | —              | —     | F 17      |
| 18      | Bob Daw          |                       | Papakura             | —              | —     | F 18      |
| 19      | Lance Gedge      |                       | Pakuranga            | —              | —     | F 19      |
| 20      | Robyn Jackson    |                       | Hamilton East        | —              | —     | F 20      |
| 21      | Pat Gregory      |                       | Hamilton West        | —              | —     | F 21      |
| 22      | Timothy de Vries |                       | Waimakariri          | —              | —     | F 22      |
| 23      | Melanie Taylor   |                       | Northland            | —              | —     | F 23      |
| 24      | Cynthia Liu      |                       | Te Atatū             | —              | —     | F 24      |
| 25      | Craig Jensen     |                       | North Shore          | —              | —     | F 25      |
| 26      | Oliver Vitali    |                       | Nelson               | —              | —     | F 26      |
| 27      | Danny Mountain   |                       | Waitakere            | —              | —     | F 27      |
| 28      | Ivan Bailey      |                       | New Lynn             | —              | —     | F 28      |
| 29      | Brent Reid       |                       | Wairarapa            | —              | —     | F 29      |
| 30      | Michael Cooke    |                       | Christchurch Central | —              | —     | F 30      |

### Partit per a la Legalització del Cànnabis
El Partit per a la Legalització del Cànnabis d'Aotearoa va presentar una llista de 28 candidats el 29 d'octubre.
| Posició | Nom                     | Prèviament electe per | Candidat a            | Posició prèvia | Canvi | Resultats |
| ------- | ----------------------- | --------------------- | --------------------- | -------------- | ----- | --------- |
| 1       | Michael Appleby         |                       | Wellington Central    | 1              | 0     | F 01      |
| 2       | Michael Britnell        |                       | Christchurch East     | 2              | 0     | F 02      |
| 3       | Maki Herbert            |                       | Te Tai Tokerau        | —              | —     | F 03      |
| 4       | Julian Crawford         |                       | Dunedin North         | 5              | +1    | F 04      |
| 5       | Jeff Lye                |                       | Waitakere             | 12             | +7    | F 05      |
| 6       | Jasmin Hewlett          |                       | Mount Roskill         | —              | —     | F 06      |
| 7       | Emma-Jane Mihaere-Kingi |                       | Te Tai Tonga          | —              | —     | F 07      |
| 8       | Steven Wilkinson        |                       | West Coast-Tasman     | 7              | -1    | F 08      |
| 9       | Richard Goode           |                       | Mana                  | —              | —     | F 09      |
| 10      | Fred MacDonald          |                       | Ōtaki                 | 20             | +10   | F 10      |
| 11      | Leo Biggs               |                       | North Shore           | —              | —     | F 11      |
| 12      | Jay Fitton              |                       | Coromandel            | —              | —     | F 12      |
| 13      | Romana Manning          |                       | Tukituki              | —              | —     | F 13      |
| 14      | Geoff McTague           |                       | Wigram                | —              | —     | F 14      |
| 15      | Jamie Dombroski         |                       | Taranaki-King Country | —              | —     | F 15      |
| 16      | Christine Mitchell      |                       |                       | —              | —     | F 16      |
| 17      | Dwayne Sherwood         |                       |                       | —              | —     | F 17      |
| 18      | Abe Gray                |                       |                       | —              | —     | F 18      |
| 19      | Sean Norris             |                       | New Lynn              | —              | —     | F 19      |
| 20      | Adrian McDermott        |                       | Helensville           | —              | —     | F 20      |
| 21      | Philip Pophistoff       |                       |                       | 21             | 0     | F 21      |
| 22      | Neville Yates           |                       |                       | 16             | -6    | F 22      |
| 23      | Mark Bradford           |                       |                       | 19             | -4    | F 23      |
| 24      | Blair Anderson          |                       |                       | —              | —     | F 24      |
| 25      | Kevin O'Connell         |                       |                       | 4              | -21   | F 25      |
| 26      | Paula Lambert           |                       |                       | 3              | -23   | F 26      |
| 27      | Irinka Britnell         |                       |                       | 6              | -21   | F 27      |
| 28      | Paul McMullan           |                       |                       | 11             | -17   | F 28      |

### Partit Democràtic pel Crèdit Social
El Partit Democràtic pel Crèdit Social anuncià la seva llista de 24 candidats el 21 d'octubre.
| Posició | Nom                | Prèviament electe per | Candidat a       | Posició prèvia | Canvi | Resultats |
| ------- | ------------------ | --------------------- | ---------------- | -------------- | ----- | --------- |
| 1       | Stephnie de Ruyter |                       | Invercargill     | 1              | 0     | F 01      |
| 2       | John Pemberton     |                       | Waikato          | 2              | 0     | F 02      |
| 3       | Warren Voight      |                       | Dunedin South    | —              | —     | F 03      |
| 4       | Katherine Ransom   |                       | Tauranga         | 4              | 0     | F 04      |
| 5       | Carolyn McKenzie   |                       | Hamilton East    | 5              | 0     | F 05      |
| 6       | Hessel van Wieren  |                       | Waitaki          | 8              | +2    | F 06      |
| 7       | Heather Smith      |                       | Whanganui        | 7              | 0     | F 07      |
| 8       | Jeremy Noble       |                       | Dunedin North    | —              | —     | F 08      |
| 9       | Barry Pulford      |                       | Tukituki         | 9              | 0     | F 09      |
| 10      | John McCaskey      |                       | Kaikōura         | 14             | +4    | F 10      |
| 11      | Huia Mitchell      |                       | Hunua            | —              | —     | F 11      |
| 12      | Ken Goodhue        |                       | Whangarei        | 13             | +1    | F 12      |
| 13      | Les Port           |                       | Hamilton West    | 16             | +3    | F 13      |
| 14      | Robert Mills       |                       | Clutha-Southland | —              | —     | F 14      |
| 15      | Harry Alchin-Smith |                       |                  | 27             | +12   | F 15      |
| 16      | Errol Baird        |                       |                  | —              | —     | F 16      |
| 17      | Peter Adcock-White |                       |                  | —              | —     | F 17      |
| 18      | John Ring          |                       |                  | 15             | -3    | F 18      |
| 19      | Kelly Balsom       |                       |                  | —              | —     | F 19      |
| 20      | David Espin        |                       |                  | 20             | 0     | F 20      |
| 21      | Ross Hayward       |                       |                  | 21             | 0     | F 21      |
| 22      | Gary Gribben       |                       |                  | 30             | +8    | F 22      |
| 23      | Ron England        |                       |                  | —              | —     | F 23      |
| 24      | David Tranter      |                       |                  | 6              | -18   | F 24      |

### Libertarianz
Libertarianz anuncià una llista de 27 candidats.
| Posició | Nom               | Prèviament electe per | Candidat a         | Posició prèvia | Canvi | Resultats |
| ------- | ----------------- | --------------------- | ------------------ | -------------- | ----- | --------- |
| 1       | Richard McGrath   |                       | Wairarapa          | 2              | +1    | F 01      |
| 2       | Sean Fitzpatrick  |                       | Ōhariu             | 16             | +14   | F 02      |
| 3       | Peter Cresswell   |                       |                    | 6              | +3    | F 03      |
| 4       | Reagan Cutting    |                       | Wellington Central | —              | —     | F 04      |
| 5       | Peter Osborne     |                       | Waitakere          | 15             | +10   | F 05      |
| 6       | Michael Murphy    |                       | North Shore        | 14             | +8    | F 06      |
| 7       | Shane Pleasance   |                       | Invercargill       | 20             | +13   | F 07      |
| 8       | Robert Palmer     |                       |                    | 21             | +13   | F 08      |
| 9       | Bernard Darnton   |                       |                    | 1              | -8    | F 09      |
| 10      | Helen Hughes      |                       | Whangarei          | 13             | +3    | F 10      |
| 11      | Colin Cross       |                       |                    | 5              | -6    | F 11      |
| 12      | Nik Haden         |                       |                    | 9              | -3    | F 12      |
| 13      | Luke Howison      |                       |                    | 18             | +5    | F 13      |
| 14      | Phil Howison      |                       |                    | 8              | -6    | F 14      |
| 15      | Andrew Couper     |                       |                    | 30             | +15   | F 15      |
| 16      | Mike Webber       |                       |                    | 11             | -5    | F 16      |
| 17      | Bruce Whitehead   |                       |                    | 23             | +6    | F 17      |
| 18      | Donald Rowberry   |                       |                    | 31             | +13   | F 18      |
| 19      | Ken Riddle        |                       |                    | 25             | +6    | F 19      |
| 20      | Peter Linton      |                       | Northcote          | 7              | -13   | F 20      |
| 21      | Allan Munro       |                       |                    | —              | —     | F 21      |
| 22      | Ian Hayes         |                       | Kaikōura           | —              | —     | F 22      |
| 23      | Shirley Riddle    |                       |                    | 22             | -1    | F 23      |
| 24      | Callum McPetrie   |                       |                    | —              | —     | F 24      |
| 25      | Elahrairah Zamora |                       |                    | 12             | -13   | F 25      |
| 26      | Euan McPetrie     |                       |                    | 27             | +1    | F 26      |
| 27      | Mitch Lees        |                       |                    | 4              | -23   | F 27      |

### Aliança
L'Aliança presentà una llista de 14 candidats.
| Posició | Nom                   | Prèviament electe per | Candidat a         | Posició prèvia | Canvi | Resultats |
| ------- | --------------------- | --------------------- | ------------------ | -------------- | ----- | --------- |
| 1       | Kay Murray            |                       | Dunedin South      | 1              | 0     | F 01      |
| 2       | Andrew McKenzie       |                       |                    | 2              | 0     | F 02      |
| 3       | Kevin Campbell        | (exdiputat)           | Wigram             | —              | —     | F 03      |
| 4       | Jim Flynn             |                       |                    | 8              | +4    | F 04      |
| 5       | Paul Piesse           |                       |                    | 4              | -1    | F 05      |
| 6       | Victor Billot         |                       | Dunedin North      | 3              | -3    | F 06      |
| 7       | Mary O'Neill          |                       | Napier             | —              | —     | F 07      |
| 8       | Kelly Buchanan        |                       | Wellington Central | 15             | +7    | F 08      |
| 9       | Robert van Ruyssevelt |                       |                    | 7              | -2    | F 09      |
| 10      | Jen Olsen             |                       |                    | 16             | +6    | F 10      |
| 11      | Tom Dowie             |                       |                    | 13             | +2    | F 11      |
| 12      | Thomas O'Neill        |                       |                    | 14             | +2    | F 12      |
| 13      | Eunice Billot         |                       |                    | —              | —     | F 13      |
| 14      | Norman MacRitchie     |                       |                    | 20             | +6    | F 14      |